# Flesch Károly
Flesch Károly (külföldön 1905-ig Karl, utána Carl Flesch) (Moson, 1873. október 9. – Luzern, 1944. november 15.) hegedűművész és -tanár.

## Élete
Flesch Károly zsidó családba született, édesapja, Flesch Salamon (1839–1907) „k. u. k.” katonaorvos volt. Hatévesen egy zsinagógai hegedűstől kezdett tanulni, majd a következő évtől a mosoni tűzoltózenekar vezetőjétől vett leckéket. Tehetségét először két zeneoktatója, Schöll Mihály és Kern Károly ismerték fel. 1883-ban anyja Bécsbe vitte, a Lévi Konzervatóriumban tanult Adolf Backnál. Az év végén sikeres hangversenyt adott szülővárosában és Magyaróváron. 1885-ben Josef Maxintsak, a következő évben Jakob Grün növendéke lett. Tanulmányait Párizsban magánúton Martin Marsicknál, a Conservatoire-on Eugène Souzay-nél folytatta 1890 és 1894 között, ahol végzésekor első díjat kapott. 
1895-ben lépett fel először Bécsben, majd német körút, Budapest, Prága következett. 1897-től Bukarestben tanított, és a királyné vonósnégyesének primáriusa volt. 1903-tól öt éven át az amszterdami konzervatórium tanára volt. 1905-ben nagy feltűnést keltő koncertsorozatot tartott háromszáz év hegedűzenéjéből Berlinben. 1906-ban házasságot kötött, és két év múlva családjával a német fővárosba költözött. Magánórákat adott és Arthur Schnabellel duót, majd Jean Gérardyval kiegészülve világhírűvé váló zongoratriót alakított (Gérardyt 1914-ben Hugo Becker, Schnabelt 1921-ben Carl Friedberg váltotta.) 1914-ben és 1923–24-ben koncertkörutakat tett az Egyesült Államokban. 1920-ban az elszegényedett német muzsikusok megsegítésére hozott létre szervezetet (Hilfsbund für deutsche Musikpflege). A következő évben mesterkurzust tartott a berlini zeneművészeti főiskolán. 1924 és 1928 között az újonnan alakult philadelphiai Curtis Institute hegedűprofesszora volt, nyaranta Baden-Badenben fogadott magántanítványokat. Legjelentősebb zenepedagógiai művét, a kétkötetes A hegedűjáték művészete címűt 1923 és 1928 között írta. Amerikából visszatérve a berlini Zeneművészeti Főiskola tanára lett, nyaranta folytatta az oktatást Baden-Badenben. 1930-ban a Flesch család felvette a német állampolgárságot (a magyar megtartása mellett). A náci hatalomátvétel után, 1934. szeptember 30-án otthagyta a főiskolát, 1935. június 20-án megfosztották német állampolgárságától. Londonba menekült a család, felesége révén Flesch rendszeresen kapott hollandiai felkérést. Amikor 1940 májusában a németek elfoglalták az országot, nem engedték visszatérni Londonba vagy máshová utazni. 1942-ben Kresz Géza és Dohnányi Ernő segítségével Budapestre utazhattak Hágából. Nagy sikerű koncertet adott a Városi Színházban, előkészítette Bach két hegedűversenyének új kiadását Weiner Leóval. 1943 áprilisában Svájcba utazott családjával, ahol Ernest Ansermet segítségével a Luzerni Konzervatórium tanára lett, majd ott is halt meg.

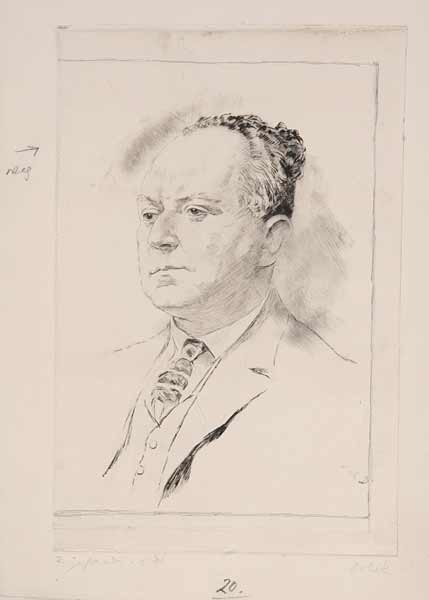
Emil Orlik portréján

Flesch neveltetése folytán a belga hegedűiskola követője volt. A bal és jobb kéz kiegyensúlyozottsága, stílusismeret jellemezte rendkívül kifinomult játékát. Tanárként legjelesebb növendékei Ida Haendel és Henryk Szeryng voltak.

## Művei
- Urstudien (1911)
- Die Kunst des Violin-Spiels (1923–28) alapvető mű a mai hegedűoktatásban
- Das Skalensystem (1926)
- Das Klangproblem im Geigenspiel (1931)
- Erinnerungen eines Geiger (1960, posztumusz) emlékiratai

## Emlékezete
- Közvetlenül a halála utáni évben rendezték meg először Londonban a neves Carl Flesch International Competition zenei versenyt a Guildhall School of Music and Drama szervezésében, amely a hatvanas évekre a világ egyik legrangosabb zenei versenye lett. Néhány évben párhuzamosan brácsajátékosok is indultak. A londoni verseny pénzhiány miatt 1992-ben megszűnt.
- Baden-Badenben 1964 óta rendezik meg a Carl Flesch-Akademie-t az egykori nyári kurzusokra emlékezve.
- Magyarországon szülővárosában, Mosonmagyaróváron 1985 óta kétévente megrendezik a Flesch Károly Nemzetközi hegedűversenyt fiatal tehetségek részvételével. 1994-ben halálának 50. évfordulóján a város hazahozatta hamvait, és az izraelita temetőben helyezte el. Emlékét a szülői házon 1983 óta Rieger Tibor domborműve, a Flesch Károly Kulturális Központ és egy lakótelep neve őrzi.